# PMC Postawy
PMC Postawy (biał. ФК ПМЦ-Паставы) – białoruski klub piłkarski z siedzibą w miejscowości Postawy, w obwodzie witebskim.

## Historia
Klub został założony w 2006 roku. Reprezentował Centrum Mebli w Postawach (biał. Пастаўскі мэблевы цэнтар (ПМЦ)). W pierwszych rozgrywkach został mistrzem Drugiej ligi i awansował do Pierwszej. W grudniu 2008 roku został rozwiązany z przyczyn ekonomicznych. Skończył rozgrywki na 14 miejscu w tabeli.